# Ikersuaq (fjord)
Ikersuaq (danska (språk): Bredefjord) är en fjord i Grönland (Kungariket Danmark).   Den ligger i kommunen Kujalleq, i den södra delen av Grönland, 500 km sydost om huvudstaden Nuuk.